# Église catholique en Bosnie-Herzégovine
Ne doit pas être confondu avec Église bosnienne.
L'Église catholique en Bosnie et Herzégovine (en bosniaque : « Katolička crkva u Bosni i Hercegovini »), désigne l'organisme institutionnel et sa communauté locale ayant pour religion le catholicisme en Bosnie-Herzégovine.
L'Église en Bosnie-Herzégovine est organisée en une unique province ecclésiastique, la province ecclésiastique de Sarajevo, qui n'est pas soumise à une juridiction nationale au sein d'une église nationale mais qui est soumise à la juridiction universelle du pape, évêque de Rome, au sein de « l'Église universelle ».
La province de Sarajevo répartit quatre diocèses (un archidiocèse métropolitain et trois diocèses), qui rassemblent toutes les paroisses situées en Bosnie-Herzégovine à l’exception de la paroisse de Zavalje qui est rattachée au diocèse de Gospić-Senj (hr) situé en Croatie.
En étroite communion avec le Saint-Siège, les évêques des diocèses situés en Bosnie-Herzégovine sont membres d'une instance de concertation, la Conférence épiscopale de Bosnie-Herzégovine.
La Bosnie n'a plus de religions d'État ni officielles depuis son indépendance en 1992 et l'article 2 de la Constitution de la Bosnie de 1995 stipule que « toutes les personnes se trouvant sur le territoire de la Bosnie-Herzégovine jouissent de la liberté de religion », autorisant, ainsi l'Église catholique.
L'Église catholique est une des principales communautés religieuses en Bosnie, après l'Islam, majoritaire, et l'Orthodoxie.

## Histoire

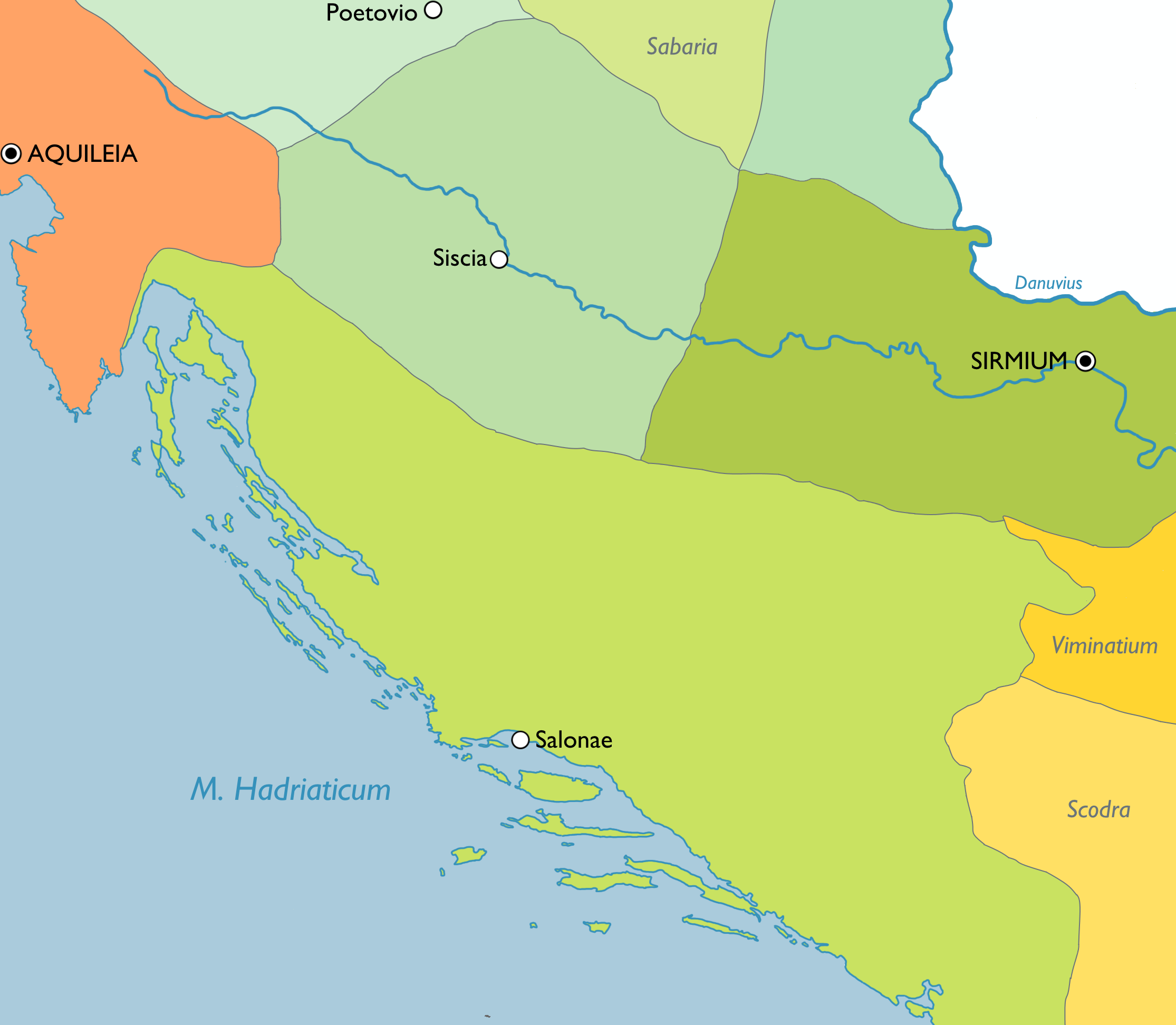
Métropoles et diocèses à la fin du IVe siècle:
Métropole d'Aquilée
Métropole de Sirmium
Diocèse de Salone
Diocèse de Siscia
Diocèse de Poetovio
Diocèse de Sabaria
Métropole de Sardica
Diocèse de Viminatium (Viminacium)
Diocèse de Scodra

Le christianisme est arrivé en Bosnie dans la première moitié du premier siècle après Jésus-Christ. Saint Paul a écrit dans son épître aux Romains qu'il avait apporté l'Évangile du Christ en Illyrie. Saint Jérôme, né à Stridon (Štrigova, Bosnie), a également écrit que Saint Paul avait prêché en Illyrie.
Après l'édit de Milan (313), le christianisme s'est rapidement répandu. Les chrétiens et les évêques de l'actuelle Bosnie se sont installés autour de deux sièges métropolitains, Salone (Croatie) et Sirmium (Serbie). Plusieurs diocèses chrétiens se sont développés aux quatrième, cinquième et sixième siècles. Andrija, évêque de Bistue (épiscopus Bestoensis), a été mentionné aux synodes de Salone en 530 et 533. Mgr Andrija avait probablement un siège dans le municipe romain Bistue Nova, près de Zenica (Bosnie).
Le synode de Salone a créé le diocèse de Bistue Vetus, en le séparant du diocèse de Bistue Nova. Plusieurs diocèses ont également été établis dans le sud à Martari (aujourd'hui Konjic), Sarsenterum, Delminium, Baloie et Lausinium.
Avec l'effondrement de l'empire romain d'Occident en 476 et l'établissement des tribus avars et slaves, cette organisation paroissiale s'est complètement détruite.
Les Slaves de Bosnie ont été évangélisés à partir du VIe siècle. Le plus ancien diocèse est celui de Trebinje-Mrkanska, fondé avant 1022.
De 1252 à 1463, un schisme apparut entre l'Église romaine et l'Église bosnienne.
Depuis 1981, la Vierge Marie apparaît à Međugorje (diocèse de Mostar-Duvno) mais la commission de la Congrégation pour la Doctrine de la Foi n’a pas encore donné sa conclusion au sujet d’une reconnaissance ou non par l’Église (voir : apparitions à Međugorje). L’église Saint-Jacques de Međugorje a cependant eu le statut de sanctuaire national lorsqu’elle était sous la responsabilité de la Conférence épiscopale de Yougoslavie (en), statut qu’elle a perdu avec la dissolution de la conférence épiscopale en 1993.
Pendant la guerre de Bosnie (1992-1995), 125 églises catholiques ont été détruites par des extrémistes orthodoxes ou musulmans.
En 2012, le pape a alerté sur la situation des catholiques de Bosnie, dont beaucoup des jeunes se sont enfuis lors de la guerre, mais ne peuvent pas revenir. Il leur est également impossible de construire une église ou une école.

## Organisation
L'Église catholique romaine en Bosnie est divisée en quatre diocèses (un archevêché métropolitain et trois évêchés), répartis dans une unique province ecclésiastique :
- Province ecclésiastique de Sarajevo :
  - Archidiocèse de Vrhbosna (Sarajevo)
  - Diocèse de Banja Luka
  - Diocèse de Mostar-Duvno
  - Diocèse de Trebinje-Mrkan (qui est depuis longtemps toujours administré par l’évêque de Mostar-Duvno)
- La paroisse de Zavalje est rattachée au diocèse de Gospić-Senj (hr) situé en Croatie.

## Statistique

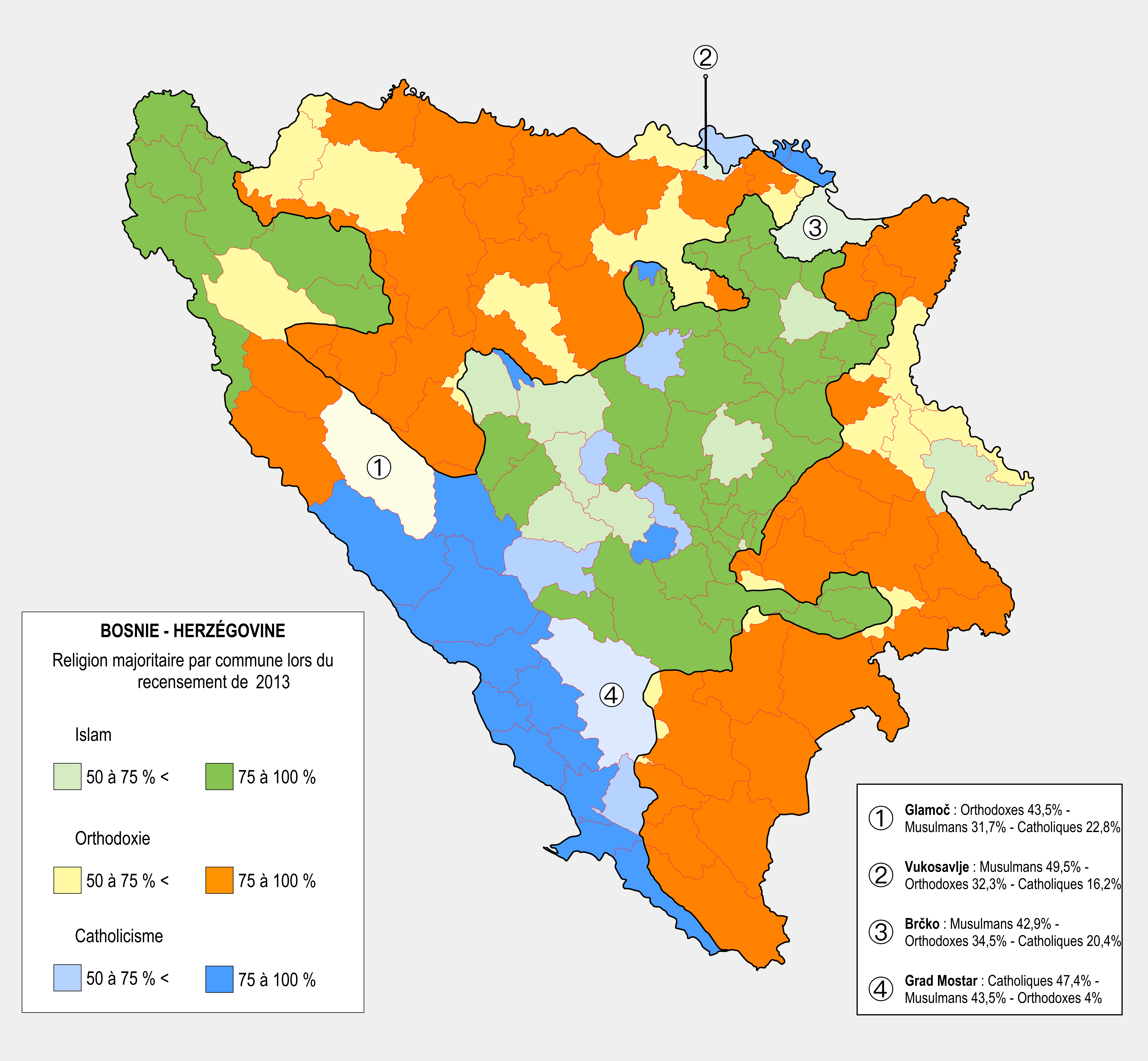
Religion majoritaire par commune selon les données du recensement de 2013.

En Bosnie-Herzégovine, dans une population de 3,3 millions d'habitants, la religion catholique compte 15,19 % de fidèles (536 333), après 50,70 % de musulmans et 30,75 % d'orthodoxes.